# Christian Griepenkerl

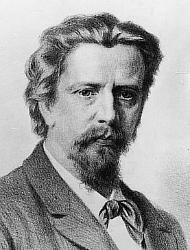
Christian Griepenkerl von Franz Würbel, 1882

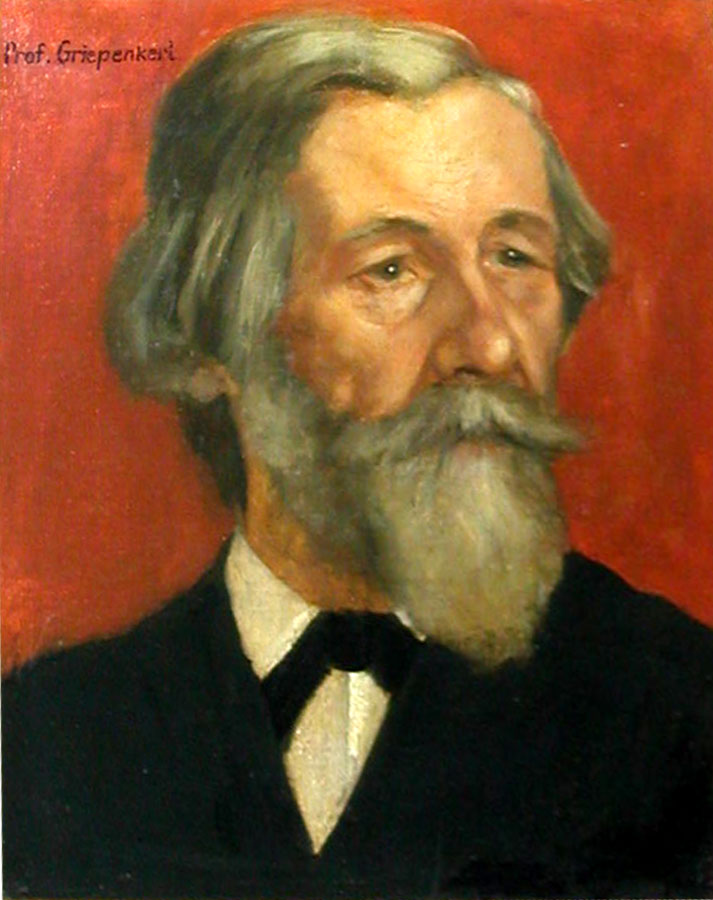
Porträt von Anton Faistauer, ca. 1907.

Christian Griepenkerl (* 17. März 1839 in Oldenburg; † 21. März 1916 in Wien) war ein deutsch-österreichischer Maler und Professor an der Akademie der bildenden Künste in Wien.

## Leben
Christian Griepenkerl wurde 1839 in Oldenburg geboren, stammte aus einer alten Oldenburger Familie und erhielt die ersten künstlerischen Anstöße durch den Maler Ernst Willers (1803–1880). Aufgrund seines Rates begab sich Griepenkerl Ende 1855 nach Wien in die Schule Carl Rahls, der seit 1851 eine private Meisterschule für Monumentalmalerei leitete. Rahl beteiligte mehrere seiner Schüler an der Vorbereitung und Ausführung seiner Bilder und prägte dadurch deren persönliche künstlerische Entwicklung. So arbeitete Griepenkerl in Wien an den Fresken in der Treppenhalle des k.k. Hofwaffenmuseums (heute: Heeresgeschichtliches Museum) sowie im Palais Todesco und im Palast des Barons Simon von Sina mit. Nach dem Tode seines Lehrers (1865) führte er dessen unvollendete Arbeiten selbständig zu Ende.
1874 wurde er Professor an der Wiener Akademie der bildenden Künste, wo er ab 1877 als Leiter der Spezialschule für Historienmalerei wirkte. Sein Stoffgebiet war die allegorische Darstellung mit Benutzung der antiken Mythologie und das Porträt.
Somit wurde Griepenkerl Lehrer einer ganzen Malergeneration in Wien. Zu seinen berühmtesten Schülern gehören Carl Moll (1880/81), Alfred Roller, Max Kurzweil, Carl Otto Czeschka (1894–99), Richard Gerstl (1898/99), Egon Schiele (1906–08), Anton Faistauer (1906–09) und Alexander Pock. Griepenkerl gab seinen Schülern nach Urteil von Zeitgenossen ein „solides handwerkliches Rüstzeug“, wegen seiner „antiquierten Auffassungen“ kam es jedoch zu Protesten seiner Schüler und später auch zu Austritten, die unter anderem in der Gründung der Neukunstgruppe mündete.
Er war Mitglied der Akademischen Verbindung Deutscher Kunstakademiker Athenaia.

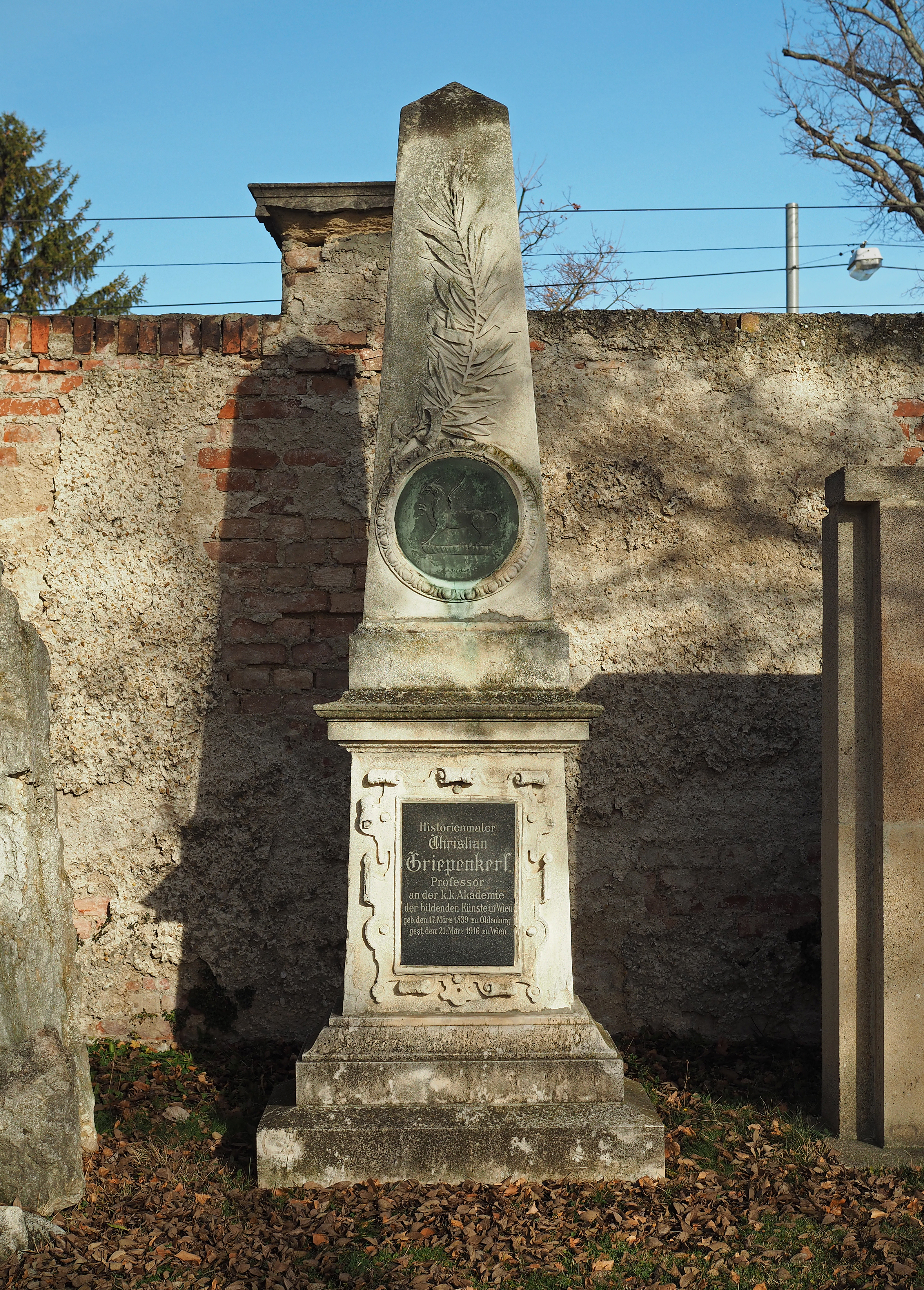
Ehrengrab von Christian Griepenkerl auf dem Wiener Zentralfriedhof

Griepenkerl starb am 21. März 1916 nach kurzer Krankheit. Er sollte zunächst am 24. März 1916 auf dem Hietzinger Friedhof beerdigt werden, jedoch beschloss der Stadtrat einen Tag zuvor, dem verstorbenen Historienmaler ein Ehrengrab auf dem Zentralfriedhof zu widmen.
Posthum wurde er auch durch seine Ablehnung der Bewerbung von Adolf Hitler auf der Akademie der bildenden Künste bekannt. 1907, als Hitler noch zum Probezeichnen zugelassen war, bewertete er das Verdikt „Probez. ungenügend. Wenig Köpfe“ abwertend, 1908 wurde seine Aussage zur Bewerbung Hitlers noch deutlicher: „Nicht zur Probe zugelassen“.

## Arbeiten
Seine erste Arbeit an der Akademie Ödipus, von Antigone geführt, wurde von seinem Lehrer Carl Rahl so beifällig aufgenommen, dass er ihn bei den Freskoarbeiten im Stiegenhaus des „k.u.k. Waffenmuseums“ (1864) sowie in den Palästen Todesco und Sina beschäftigte.
Ein größeres Werk sind die von ihm und Eduard Bitterlich im neuen Opernhaus ausgeführten Kompositionen Rahls, die volle vier Jahre in Anspruch nahmen, namentlich die Decke des Zuschauerraums und der Vorhang der tragischen Oper (zerstört 1945). Erst nach Rahls Tod (1865) begann Griepenkerl selbständige monumentale Arbeiten, zu denen er von dem Architekten Hansen für die Paläste Ephrussi, Epstein und Franz Klein, für das Schloss Hörnstein und für den Palast Sina in Venedig herangezogen wurde. In letzterem führte er die Deckengemälde: Poseidons Hochzeitszug, Sturmdämonen und Schutzgeister des Meeres aus, die von edler Form und hoher Anmut sind, aber in der Gewandung und in der Beleuchtung Mängel haben. Ebenso bedeutend sind seine Wandgemälde in der Villa der Großherzogin von Toscana in Gmunden und sein Bild: Die Hochzeit der Aphrodite und des Adonis, im Speisesaal der Villa Simon bei Hietzing. Für das Treppenhaus des Augusteums in Oldenburg führte er Dekorationsgemälde (1878 vollendet) in Öl auf Leinwand aus, welche an der Decke die Venus Urania als das Ideal aller Schönheit, umgeben von vier Bildern aus der Prometheussage, und an drei Wänden (ähnlich dem Hémicycle von Delaroche) in historischer Reihenfolge eine ideale Versammlung der Kunstheroen aller Zeiten darstellen. Es folgte ein durch großartige Formenauffassung und schwungvolle Komposition ausgezeichneter Zyklus von Gemälden aus der Prometheussage für den Sitzungssaal der neuen Akademie der Wissenschaften in Athen.

### Oldenburger Augusteum

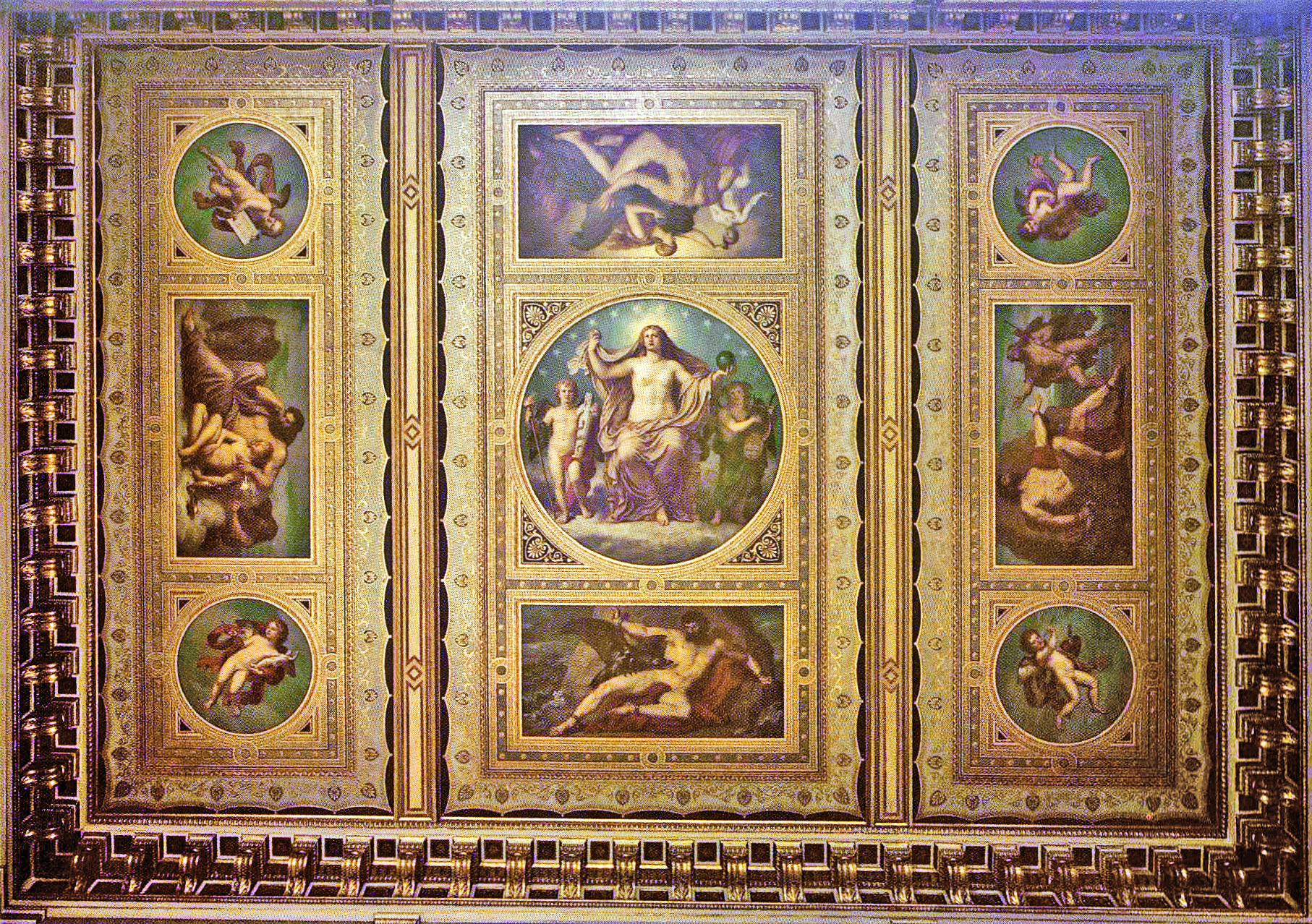
Griepenkerls Deckengemälde im Treppenhaus des Oldenburger Augusteums (1877/78)

Griepenkerls Ausmalung des Treppenhauses im Oldenburger Augusteum wurde zum Hauptwerk monumentaler Wand- und Deckenmalerei in der dortigen Region. Dieser erste Museumsbau in Oldenburg, dessen Name an den 1853 verstorbenen Großherzog Paul Friedrich August erinnert und der sowohl zur Aufnahme der Fürstlichen Gemälde- und Skulpturensammlung als auch zum Ausstellungsgebäude des Kunstvereins bestimmt war, wurde 1867 durch den Bremer Architekten H. E. Klingenberg im Florentiner Palaststil fertiggestellt. Die Anbringung der durch Großherzog Nikolaus Friedrich Peter gestiftete künstlerische Ausschmückung konnte wegen Geldmangels allerdings erst ein Jahrzehnt später erfolgen, als ihr Oldenburger Urheber bereits Professor an der Akademie in Wien geworden war und dort mehrere große Dekorationsaufträge ausgeführt hatte. Darunter befanden sich auch diejenigen für das Palais Epstein, bei denen es sich um die nur wenig veränderten Entwürfe seines Lehrers Carl Rahl und Theophil Hansens für das „Alte Palais“ in Oldenburg handelte, die 1861 nicht zu der bereits durch Griepenkerl vorgesehene Ausführung kamen. Dieser hatte damals jedoch mehrere Bildnisse und Bildniskopien für den herzoglichen Hof geliefert, denen 1859 Porträts aus der mit ihm verwandten Rats- und Kaufmannsfamilie Hoyer vorausgingen. Für deren 1973 abgebrochenes Landhaus am Everstenholz schuf er dekorative Malereien, für den Eingang zu Hoyers Oldenburger Weinhaus ein Gambrinus-Bild.
Der Ausmalung des Augusteums war ein Wettbewerb vorausgegangen, an dem sich auch der Delmenhorster Maler Arthur Fitger beteiligt hatte. Griepenkerl sah für die Dekoration des verhältnismäßig großen und durch beide Geschosse hindurchgehende Treppenhauses ein in Bilderfelder aufgeteiltes Deckengemälde sowie an den drei inneren Wandseiten Figurendarstellungen in anderem Maßstab vor. Als Thema war die Entwicklung der bildenden Kunst auf historischer Grundlage vorgegeben. Der Maler ging bei der Decke von einer zentral-symmetrischen Aufteilung aus, in deren rundem Mittelfeld Venus Urania als Allegorie der bildenden Kunst ihren Platz erhielt, während in den umgebenden rechteckigen Feldern vier Themen aus der Prometheussage, in den kleinen Rundfeldern der Ecken Putten mit Attributen bildender Künste Aufnahme fanden. An die Wandflächen gelangten Kunstheroen aller Epochen von homerischer Zeit bis zur Gegenwart, wobei neben dem Architekten des Gebäudes auch die mit Oldenburg verbundenen Künstler Rahl, Willers, Hansen und Griepenkerl selbst verewigt worden sind. Die Treppenhausmalereien wurden so auch zu einem Dokument des Beharrens an künstlerischen Traditionen, an deren Gültigkeit weder bei den Auftraggebern noch beim ausführenden Künstler Zweifel bestanden. Dieses Festhalten an einer für Inhalt und Form verbindlichen Gesetzlichkeiten musste zu Konflikten mit der neuen Generation führen, die ab 1900 auch in Wien die Freiheit der Gestaltung zur Forderung erhob. Einer der bedeutendsten österreichischen Vertreter dieses expressiven jungen Kunst war Egon Schiele, der von 1906 bis 1909 Schüler Griepenkerls in der letzten Phase seiner langen Lehrtätigkeit an der Wiener Akademie gewesen ist.

## Ehrungen
- 1878: Oldenburgischer Haus- und Verdienstorden des Herzogs Peter Friedrich Ludwig
- 1887: Orden der Eisernen Krone
- Ehrengrab auf dem Wiener Zentralfriedhof[9]
- 1924: wurde die Griepenkerlgasse in Wien-Hietzing nach ihm benannt.